# أسوبيا (فويوتيا)
أسوبيا (Ασωπία) هي بلدة في فويوتيا في مقاطعة كينتريكي إلادا في اليونان.
يبلغ عدد سكانها حوالي 1384   نسمة.